# Associatie van gewoon knikkertjesmos
De associatie van gewoon knikkertjesmos (Physcomitrietum pyriformis) is een associatie uit het krulmos-verbond (Funarion hygrometricae). Het omvat eutrafente, door topkapselmossen gedomineerde vegetatie.

## Naamgeving en codering
| Physcomitrietum pyriformis Waldheim ex Von Hübschmann 1975 |

- Syntaxoncode voor Nederland (rVvN): r61Ba02

De wetenschappelijke naam Physcomitrietum pyriformis is afgeleid van de botanische naam van gewoon knikkertjesmos (Physcomitrium pyriforme), de belangrijkste kensoort van deze associatie.

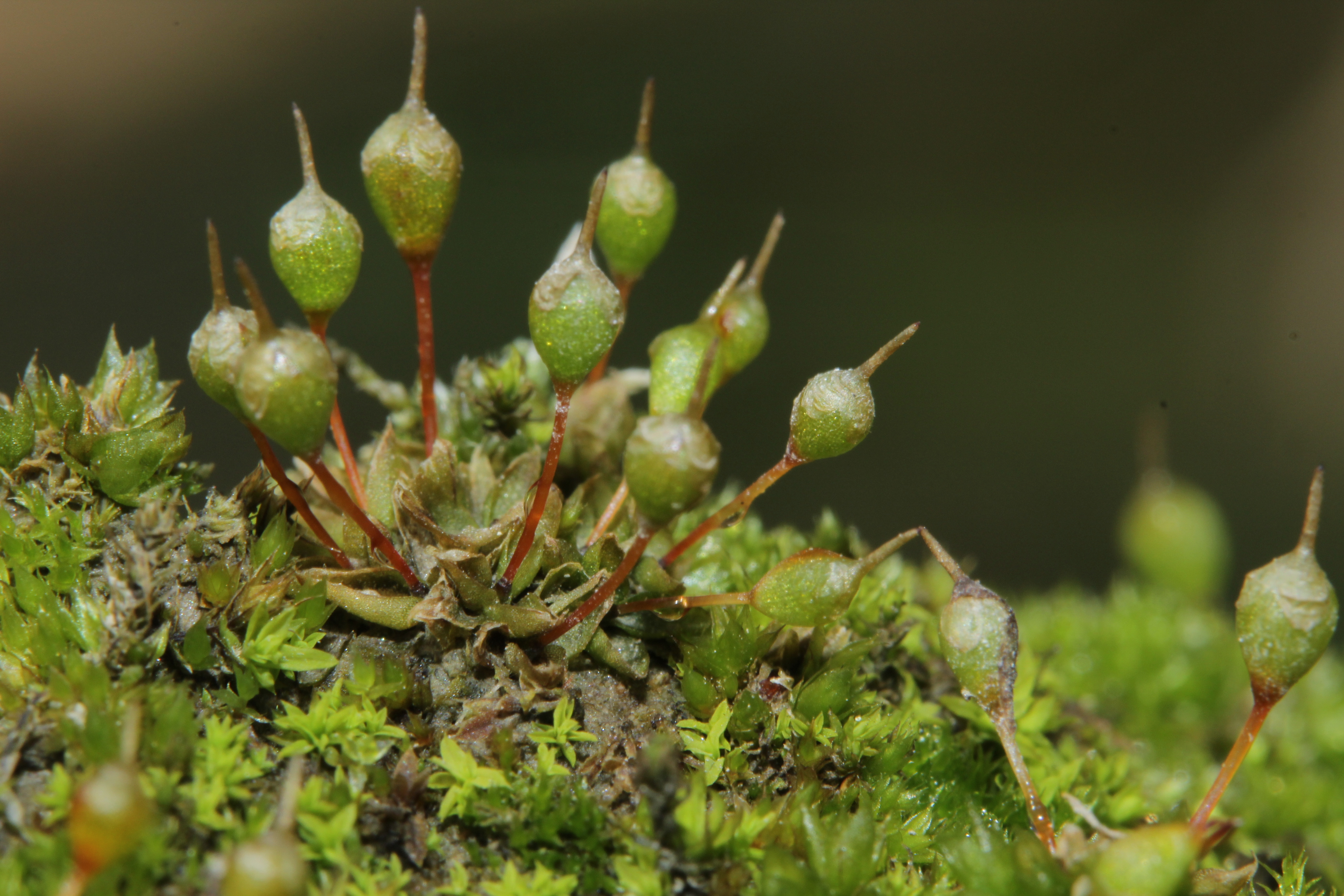
Een close-up van de associatie met de naamgevende soort gewoon knikkertjesmos in kapseling.

## Fysiognomie

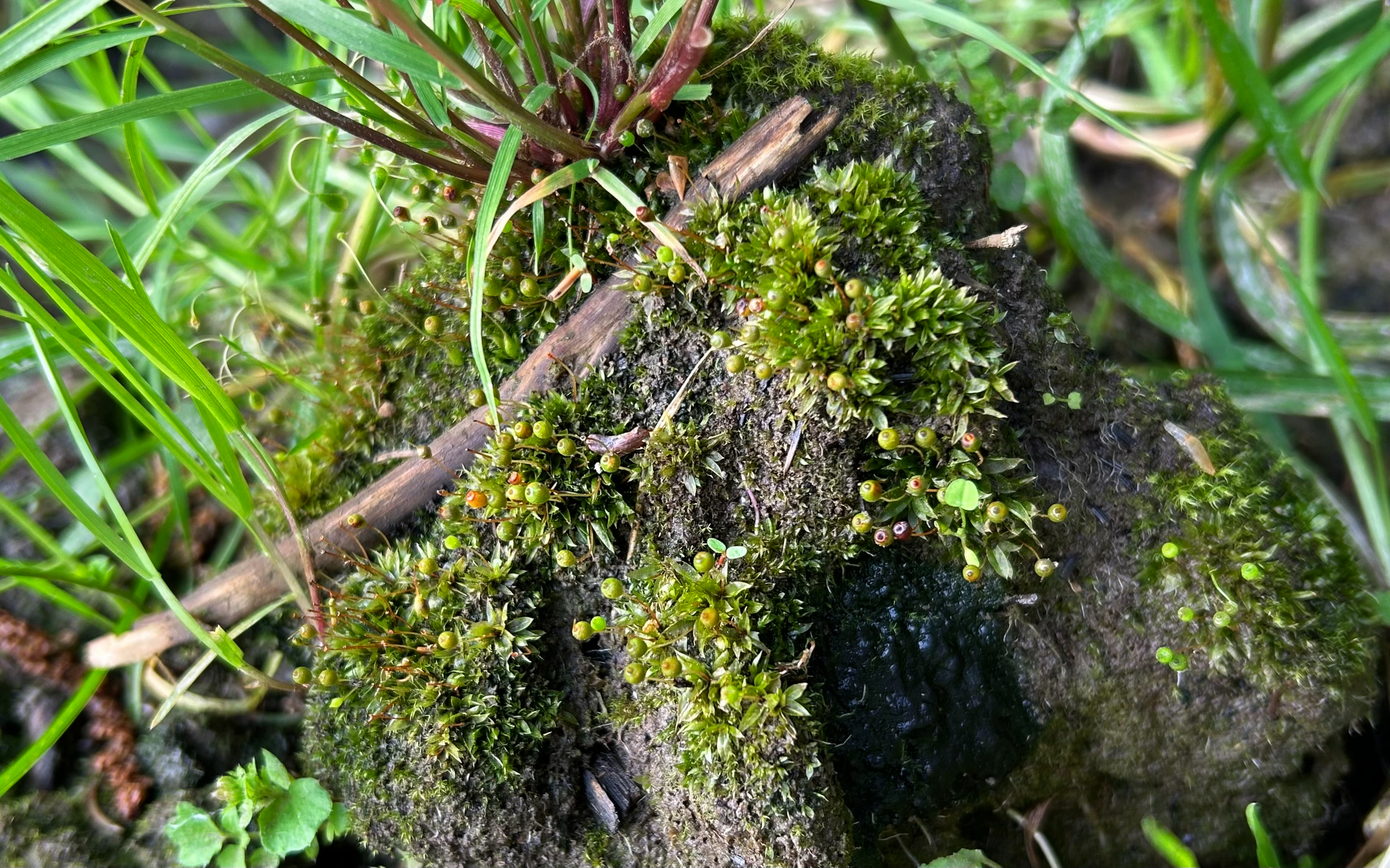
Een door runderen afgetrapt stuk klei begroeid met de associatie van gewoon knikkertjesmos.

De fysiognomie van de associatie wordt gekenmerkt door een uitgesproken dominantie van topkapselmossen. Gewoon knikkertjesmos bepaalt het vegetatieaspect.

## Ecologie
De associatie van gewoon knikkertjesmos is een pioniergemeenschap die voorkomt op vochtige tot natte, eutrofe bodems. Het koloniseert trapgaten en overige kleine, open plekken in graslanden, akkers, slootkanten, steilkanten en recent afgeplagde eutrofe bodems.

## Vegetatiezonering
In de vegetatiezonering vormt de associatie van gewoon knikkertjesmos alleen contactgemeenschappen de graslanden van de klasse van matig voedselrijke graslanden, weegbree-klasse en klasse van akkergemeenschappen. Soms komt de associatie ook in contact voor met de tandzaad-klasse en de dwergbiezen-klasse.

## Diagnostische taxa
In de onderstaande synoptische tabel staan de belangrijkste diagnostische taxa van de associatie van gewoon knikkertjesmos.
Moslaag
| Diagnostiek       | Triviale naam         | Botanische naam         |
| ----------------- | --------------------- | ----------------------- |
| associatiekentaxa | gewoon knikkertjesmos | Physcomitrium pyriforme |
| associatiekentaxa | vals kortsteeltje     | Pseudephemerum nitidum  |
| verbondskentaxa   | gewoon krulmos        | Funaria hygrometrica    |
| verbondskentaxa   | slankmos              | Leptobryum pyriforme    |
| klassekentaxa     | kleismaragdsteeltje   | Barbula unguiculata     |

## Fotogalerij

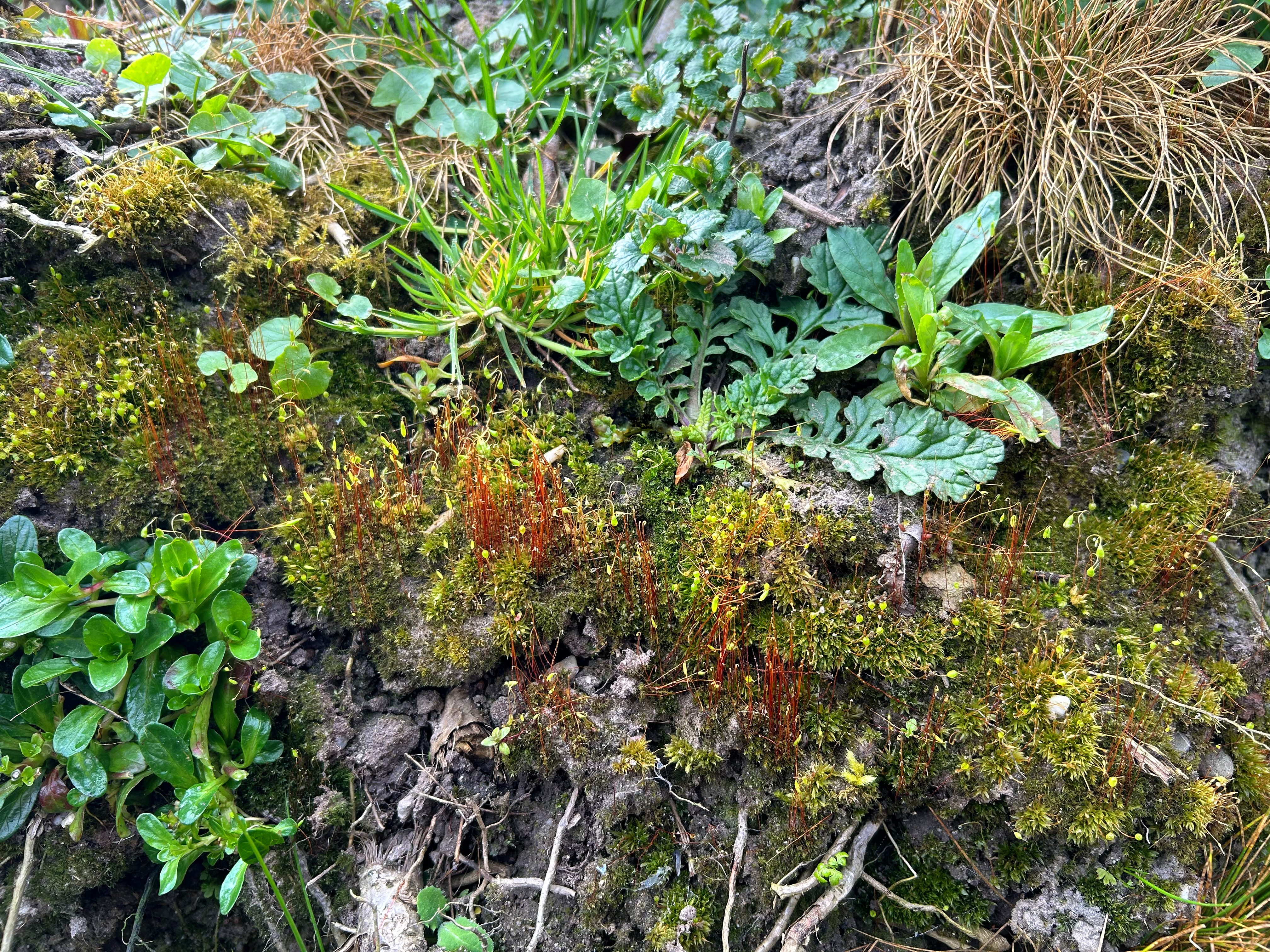
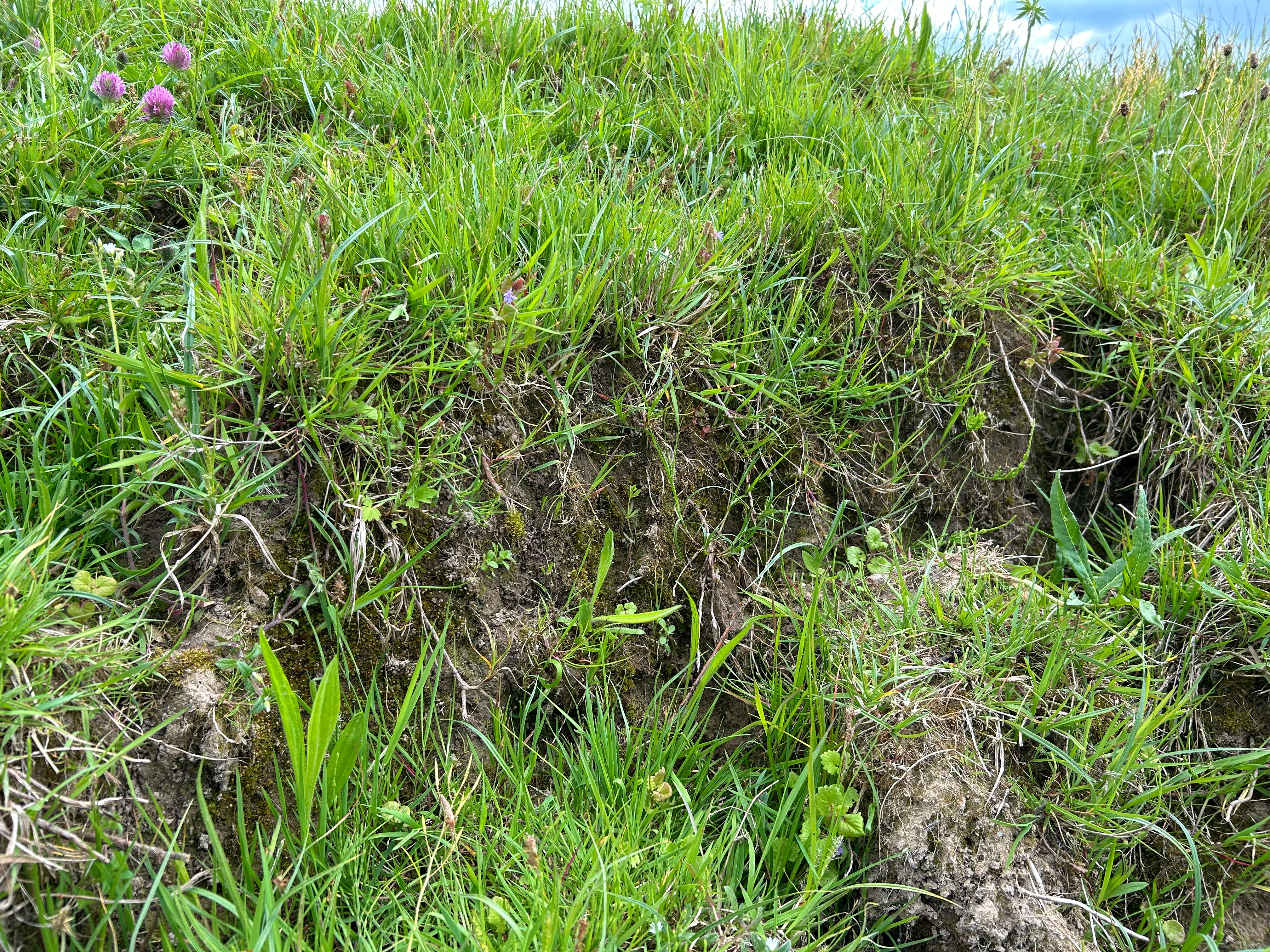
De associatie op een kleine, afgetrapte steilkant in een eutroof weiland.
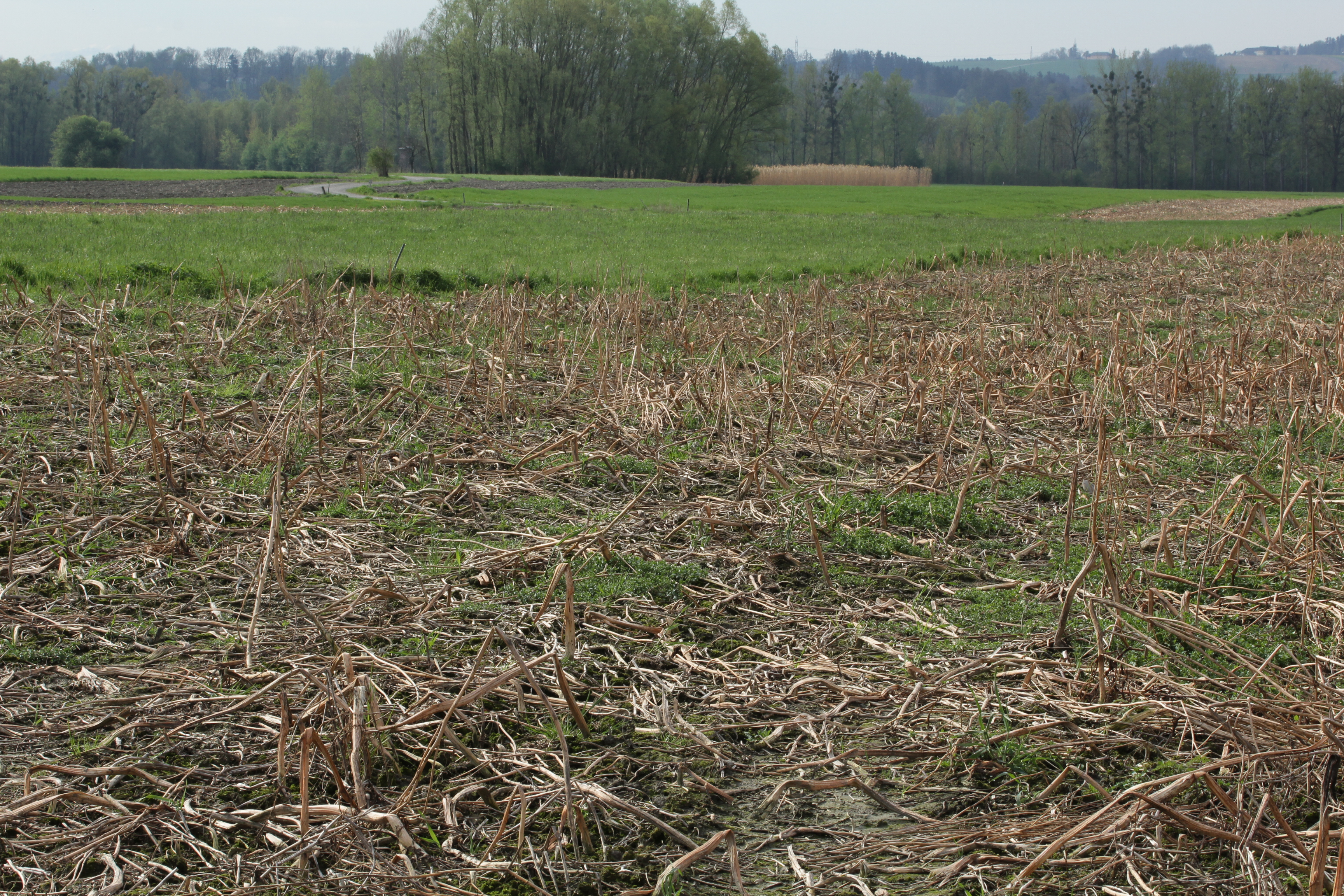